# دیدیه کورژ
دیدیه کورژ (انگلیسی: Didier Courrèges؛ زادهٔ ۱۵ ژوئن ۱۹۶۰) سوارکار اهل فرانسه است.
وی همچنین برندهٔ جوایزی همچون لژیون دونور (شوالیه) شده‌است.